# Veikko Hakulinen
Veikko Hakulinen, född 4 januari 1925 i Kronoborg, Finland, död 25 oktober 2003 i Valkeakoski, Finland var en finländsk längdskidåkare som bland annat tog sju OS-medaljer. Han tävlade även i orientering, rodd, skidorientering, skidskytte och terränglöpning. Han omkom vid en trafikolycka efter att ha blivit påkörd av en bil i sin hemort Valkeakoski på fredagseftermiddagen den 24 oktober 2003. Han fördes till sjukhus, och avled natten mot lördagen, 78 år gammal.

## OS-medaljer
- 1952 i Oslo
  - 50 kilometer, guld
- 1956 i Cortina d'Ampezzo
  - 30 kilometer, guld
  - 50 kilometer, silver
  - stafett 4 x 10 kilometer, silver
- 1960 i  Squaw Valley
  - stafett 4 x 10 kilometer, guld
  - 50 kilometer, silver
  - 15 kilometer, brons